# Списък на треньорите в българския професионален футбол
В списъка на треньорите в българския професионален футбол са включени всички действащи треньори на клубове от А и Б футболните групи на България.
Подредени са по дата на назначаване. Професионалните отбори в страната са 48, но тук не попадат ръководилите отказалите се от участие в първенството Ботев (Пловдив), Родопа, Белите орли и Локомотив (Стара Загора).

## Треньори
| Име                   | Страна           | Отбор               | Ниво    | Дата на назначаване | Продължителност               |
| --------------------- | ---------------- | ------------------- | ------- | ------------------- | ----------------------------- |
| Димитър Димитров      | България         | Черноморец (Бургас) | А група | 30 май 2011 г.      | 14 години и 27 дни            |
| Петър Хубчев          | България         | Берое               | А група | 18 октомври 2012 г. | 12 години, 8 месеца и 8 дни   |
| Георги Иванов – Гонзо | България         | Черно море          | А група | 17 декември 2012 г. | 12 години, 6 месеца и 9 дни   |
| Станимир Стоилов      | България         | Ботев (Пловдив)     | А група | 1 януари 2013 г.    | 12 години, 5 месеца и 25 дни  |
| Златомир Загорчич     | Сърбия, България | Литекс              | А група | 9 юни 2013 г.       | 12 години и 17 дни            |
| Александър Станков    | България         | Локомотив (Пловдив) | А група | 15 юни 2013 г.      | 12 години и 11 дни            |
| Стойчо Младенов       | България         | ЦСКА                | А група | 11 юли 2013 г.      | 11 години, 11 месеца и 15 дни |
| Стойчо Стоев          | България         | Лудогорец           | А група | 22 юли 2013 г.      | 11 години, 11 месеца и 4 дни  |
| Стефан Генов          | България         | Локомотив (София)   | А група | 5 август 2013 г.    | 11 години, 10 месеца и 21 дни |
| Костадин Ангелов      | България         | Пирин (Гоце Делчев) | А група | 27 август 2013 г.   | 11 години, 9 месеца и 30 дни  |
| Антони Здравков       | България         | Левски              | А група | 9 октомври 2013 г.  | 11 години, 8 месеца и 17 дни  |
| Милен Радуканов       | България         | Славия              | А група | 21 октомври 2013 г. | 11 години, 8 месеца и 5 дни   |

## Неизвестни треньори
| Име              | Страна   | Отбор                | Ниво            | Дата на назначаване  | Продължителност               |
| ---------------- | -------- | -------------------- | --------------- | -------------------- | ----------------------------- |
| Манол Георгиев   | България | Спартак (Пловдив)    | Източна Б група | 4 януари 2011 г.     | 14 години, 5 месеца и 22 дни  |
| Самир Селимински | България | Доростол             | Източна Б група | 18 август 2011 г.    | 13 години, 10 месеца и 8 дни  |
| Неделчо Матушев  | България | Черноморец (Поморие) | Източна Б група | 28 май 2009 г.       | 16 години и 29 дни            |
| Антони Здравков  | България | Ботев (Враца)        | Западна Б група | 7 декември 2011 г.   | 13 години, 6 месеца и 19 дни  |
| Атанас Атанасов  | България | Чавдар               | Западна Б група | 9 декември 2011 г.   | 13 години, 6 месеца и 17 дни  |
| Стамен Белчев    | България | Любимец              | Източна Б група | 13 август 2009 г.    | 15 години, 10 месеца и 13 дни |
| Атанас Джамбазки | България | Монтана              | Източна Б група | 23 декември 2009 г.  | 15 години, 6 месеца и 3 дни   |
| Юри Васев        | България | Септември            | Западна Б група | 31 декември 2009 г.  | 15 години, 5 месеца и 26 дни  |
| Христо Марашлиев | България | Бдин                 | Западна Б група | 5 януари 2010 г.     | 15 години, 5 месеца и 21 дни  |
| Йордан Боздански | България | Вихрен               | Западна Б група | 25 януари 2010 г.    | 15 години, 5 месеца и 1 ден   |
| Диян Божилов     | България | Добруджа             | Източна Б група | 1 юли 2010 г.        | 14 години, 11 месеца и 25 дни |
| Велин Кефалов    | България | Етър                 | Западна Б група | 21 септември 2010 г. | 14 години, 9 месеца и 5 дни   |
| Йордан Боздански | България | Брестник             | Източна Б група | 27 октомври 2010 г.  | 14 години, 7 месеца и 30 дни  |
| Димитър Стойчев  | България | Несебър              | Източна Б група | 15 декември 2010 г.  | 14 години, 6 месеца и 11 дни  |

## Неизвестно назначаване
| Име              | Страна   | Отбор      | Ниво         | Дата на назначаване       | Продължителност                        |
| ---------------- | -------- | ---------- | ------------ | ------------------------- | -------------------------------------- |
| Данаил Панайотов | България | Ком-Миньор | Западна Б ФГ |                           |                                        |
| Пламен Донев     | България | Светкавица | Източна Б ФГ | преди 15 февруари 2007 г. | повече от 18 години, 4 месеца и 11 дни |

|-
|Владимир Каракичев
| България
|Вихрен
|Югозападна В ФГ
| преди 15 февруари 2007 г.
| повече от 18 години, 4 месеца и 11 дни
|}

## Без треньор
| Отбор      | Ниво    | Дата                   |
| ---------- | ------- | ---------------------- |
| Нефтохимик | А група | от 15 декември 2013 г. |
| Любимец    | А група | от 7 януари 2014 г.    |